# Dichrorampha
Dichrorampha is een geslacht van vlinders uit de familie van de bladrollers (Tortricidae). De wetenschappelijke naam is gepubliceerd in 1845 door Achille Guenée.
Grapholitha plumbagana, in 1830 door Georg Friedrich Treitschke beschreven, is aangeduid als de typesoort van het geslacht Dichrorampha.
Er zijn wereldwijd meer dan 110 soorten beschreven, waarvan ongeveer 80 uit het Palearctisch gebied. Determinatie van de volwassen motten op basis van hun uiterlijke kenmerken is vaak erg moeilijk, en moet best gebeuren aan de hand van de genitaliën.
Van de soorten waarvan de waardplanten gekend zijn, blijken de meeste zich met samengesteldbloemigen te voeden; meer bepaald leven hun larven in de wortels of in de scheuten. De kleine wortelmot bijvoorbeeld leeft in de wortels van boerenwormkruid, samen met de larven van andere soorten waaronder de geelstipwortelmot.

## Soorten
- D. abhasica Danilevsky & Kuznetzov, 1968
- D. acuminatana - Margrietwortelmot (Lienig & Zeller, 1846)
- D. aeratana - Asgrauwe wortelmot (Pierce & Metcalfe, 1915)
- D. agilana - Kleine wortelmot (Tengstrom, 1848)
- D. agraea Walsingham, 1914
- D. alaicana Rebel, 1910
- D. alatavica (Danilevsky, 1960)
- D. albicapitana (Walsingham, 1892)
- D. albimacula (Danilevsky, 1948)
- D. albistriana Komai, 1979
- D. alexandrae Passerin d'Entreves, 1972
- D. alpestrana Herrich-Schäffer
- D. alpigenana (Heinemann, 1863)
- D. alpinana - Brede geelvlekwortelmot (Treitschke, 1830)
- D. altaica Danilevsky & Kuznetzov, 1968
- D. ambrosiana (Kennel, 1918)
- D. ardescens (Meyrick, 1916)
- D. assumptana (Walker, 1863)
- D. aztecana Walsingham, 1914
- D. baixerasana Trematerra, 1991
- D. banana (Busck, 1906)
- D. batesi (Heinrich, 1932)
- D. bittana (Busck, 1906)
- D. broui Knudson, 1986
- D. bugnionana (Duponchel, 1843)
- D. cacaleana (Herrich-Schäffer, 1851)
- D. cancellatana Kennel, 1901
- D. canimaculata Komai, 1979
- D. carneola (Meyrick, 1916)
- D. caucasica (Danilevsky, 1948)
- D. cespitana Busck
- D. cinerascens (Danilevsky, 1948)
- D. cinerosana (Herrich-Schäffer, 1851)
- D. circumfusana Zeller, 1877
- D. citrophricta (Meyrick, 1922)
- D. coniana Obraztsov, 1953
- D. consortana - Zilverwortelmot Stephens, 1852
- D. coriana Felder, 1875
- D. chavanneana (de La Harpe, 1858)
- D. daedalopis (Meyrick, 1922)
- D. dana (Kearfott, 1907)
- D. danilevskyi Obraztsov, 1958
- D. dekanoidzei Esartiya, 1988
- D. dentivalva Huemer, 1996
- D. diagrapta (Meyrick, 1916)
- D. discedana (Danilevsky, 1960)
- D. distinctana (Heinemann, 1863)
- D. dubitana (Kuznetsov, 1992)
- D. dzhungarica (Danilevsky, 1948)
- D. eidmanni Obraztsov, 1953
- D. embolaea (Meyrick, 1918)
- D. eulepidana Walsingham, 1914
- D. euterpes Diakonoff, 1971
- D. excisa Walsingham, 1891
- D. excitana (Möschler, 1890)
- D. eximia (Danilevsky, 1948)
- D. ferrata (Meyrick, 1916)
- D. figurana (Zeller, 1877)
- D. filipjevi (Danilevsky, 1948)
- D. flavidorsana - Geelvlekwortelmot Knaggs, 1867
- D. forsteri Obraztsov, 1953
- D. fulvipalpis (Meyrick, 1922)
- D. gemellana (Zeller, 1847)
- D. gracilis (Danilevsky, 1948)
- D. gruneriana (Herrich-Schäffer, 1851)
- D. guadarramana (Kennel, 1921)
- D. gueneeana Obraztsov, 1953
- D. hannemanni Kuznetsov, 1986
- D. harpeana Frey, 1870
- D. heegerana (Duponchel, 1843)
- D. heptagramma Walsingham, 1914
- D. iberica Kuznetsov, 1978
- D. impuncta Komai, 1979
- D. incanana (Clemens, 1860)
- D. incarnana Kearfott
- D. incognitana (Kremky & Maslowski, 1933)
- D. inconspicua (Danilevsky, 1948)
- D. incursana (Herrich-Schäffer, 1851)
- D. infuscata (Danilevsky, 1960)
- D. inseperata (Danilevsky, 1960)
- D. insperata (Danilevsky, 1963)
- D. interponana (Danilevsky, 1960)
- D. iocrossa (Meyrick, 1916)

- D. iranica Danilevsky & Kuznetzov, 1968
- D. iverica Esartiya, 1988
- D. klimeschi Obraztsov, 1953
- D. klimeschiana Toll, 1955
- D. kuznetzovi Esartiya, 1988
- D. larsana (Danilevsky, 1960)
- D. lasithicana Rebel, 1916
- D. latebrata (Meyrick, 1916)
- D. latiflavana Caradja, 1916
- D. leopardana (Busck, 1906)
- D. letarfensis Gibeaux, 1983
- D. ligulana (Herrich-Schäffer, 1851)
- D. limenita (Meyrick, 1922)
- D. livens (Walsingham, 1892)
- D. luctifica (Meyrick, 1916)
- D. maculana (Fernald, 1901)
- D. manilkara Heppner, 1981
- D. marmarocyma (Meyrick, 1931)
- D. militaris (Meyrick, 1916)
- D. montanana (Duponchel, 1843)
- D. neotricha (Meyrick, 1922)
- D. nigrobrunneana (Toll, 1942)
- D. obscuratana - Gehoekte wortelmot (Wolff, 1955)
- D. octavia (Meyrick, 1922)
- D. okui Komai, 1979
- D. pallidula Walsingham, 1914
- D. pastoralisi Razowksi & Tokar, 2003
- D. patriocosma (Meyrick, 1927)
- D. penetralis (Meyrick, 1916)
- D. pentheriana (Rebel, 1917)
- D. petiverella

```
Linnaeus
, 1758
 - 
kommawortelmot
```

- D. pfisteri Obraztsov, 1953
- D. piperana (Busck, 1906)
- D. plumbagana - Loodlijnwortelmot (Treitschke, 1830)
- D. plumbana - Geelstipwortelmot (Scopoli, 1763)
- D. plummeriana (Busck, 1906)
- D. podoliensis (Toll, 1942)
- D. polyplecta (Meyrick, 1922)
- D. praecisa (Meyrick, 1916)
- D. proxima (Danilevsky, 1948)
- D. psacastis (Meyrick, 1922)
- D. quadarramana (Kennel, 1921)
- D. radicicolana Walsingham, 1879
- D. refraga (Joannis, 1930)
- D. rejectana (Laharpe, 1858)
- D. rilana Drenowski, 1909
- D. rjabovi (Danilevsky, 1948)
- D. sapodilla Heppner, 1981
- D. sarmentana Zeller, 1877
- D. sedatana - Egale wortelmot Busck, 1906
- D. semiarcha (Meyrick, 1922)
- D. senectana Guenee, 1845
- D. sequana (Hübner, 1799)
- D. sericana (Kennel, 1901)
- D. sevocata (Meyrick, 1916)
- D. siderophanes (Meyrick, 1922)
- D. simpliciana - Bleke vlekwortelmot Haworth, 1811
- D. simulana (Clemens, 1860)
- D. sinensis Kuznetsov, 1971
- D. sinuata Walsingham, 1914
- D. stabulata (Meyrick, 1916)
- D. striatimacula Kuznetsov, 1972
- D. strophodina (Meyrick, 1932)
- D. sugii Kawabe, 1989
- D. sylvicolana - Oranje wortelmot Heinemann, 1863
- D. tayulingensis Kawabe, 1986
- D. teichiana Sulcs & Kerppola, 1997
- D. testacea Komai, 1979
- D. texanana (Walsingham, 1879)
- D. thomanni Huemer, 1991
- D. thylacura (Meyrick, 1922)
- D. tianshanica (Danilevsky, 1960)
- D. tornograpta (Meyrick, 1927)
- D. tshetverikovi (Danilevsky, 1960)
- D. typhlodes (Meyrick, 1931)
- D. unicolor (Danilevsky, 1948)
- D. uralensis (Danilevsky, 1948)
- D. vacivana (Chrétien, 1925)
- D. vancouverana - Haakjeswortelmot McDunnough, 1935
- D. vinana Walsingham, 1914